# 伊丹站 (JR西日本)
伊丹站（日语：／ Itami eki */?）是位於日本兵庫縣伊丹市伊丹，西日本旅客鐵道（JR西日本）福知山線（JR寶塚線）的鐵路車站，車站編號是JR-G52。

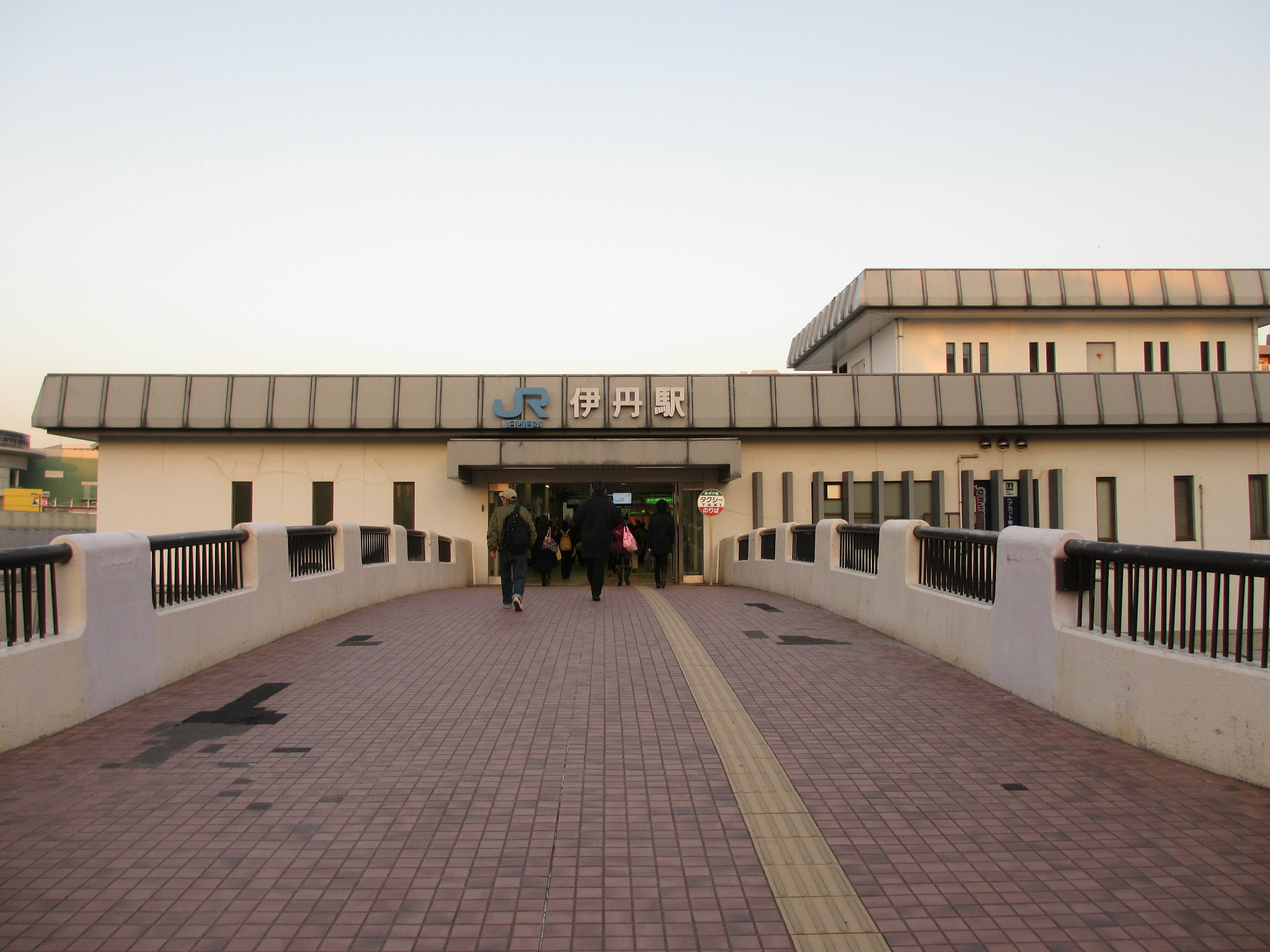
車站入口（2013年10月）

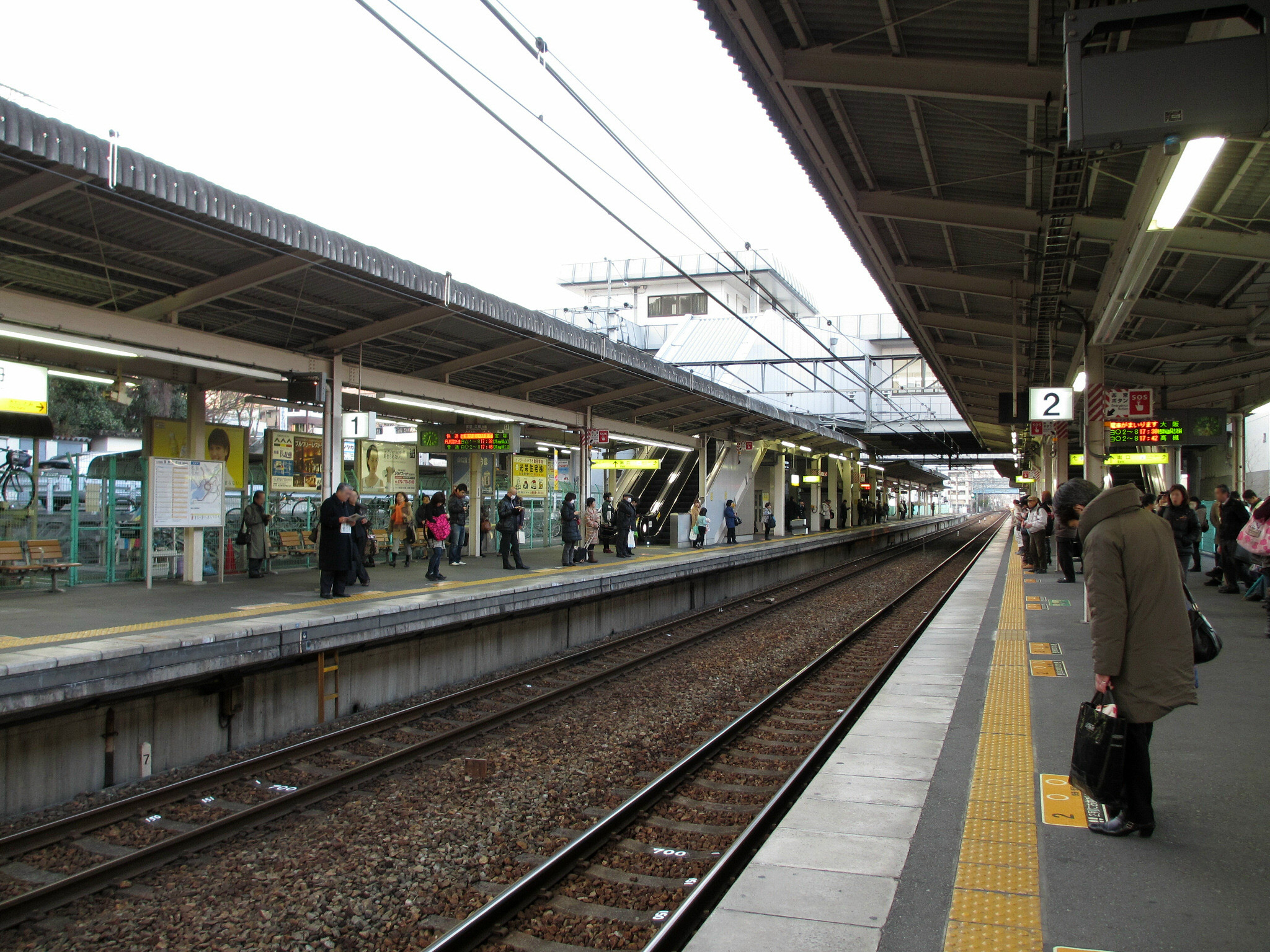
月台（2013年10月）

## 車站結構
對向式月台2面2線的地面車站，設有跨站式站房。由於不設轉轍器與絕對信號機而被分類為停留所。月台可擴建成島式月台2面4線。月台之間的移動採用跨線天橋。扶手電梯設4部、升降機設2部。月台總長可停靠10節編組列車（220m），但實質上只可停靠8節編組列車。

### 月台配置
| 月台 | 路線     | 方向 | 目的地                 |
| ---- | -------- | ---- | ---------------------- |
| 1    | JR寶塚線 | 下行 | 寶塚、三田方向         |
| 2    | JR寶塚線 | 上行 | 尼崎、大阪、北新地方向 |

- 上表的路線名以旅客導覽上的名稱（愛稱）顯示。

## 使用情況
2018年（平成30年）度1日平均上車人次為24,937人，是JR西日本車站當中第37多。當中此站是福知山線內第2位（第1位是寶塚站、第3位是川西池田站）。
福知山線在很長時間皆為單線非電氣化的地方線，此站在國鐵時代起作為大都市近郊車站也是上下車人數很少的車站（閘口並非常年開放，只在列車到站時刻之前才開放閘口的列車閘口）。但是1981年進行複線電氣化、1987年國鐵分割民營化、1997年的JR東西線直通運行開始後，由於方便程度大幅上升，2000年代車站周邊進行大規模商業開發造成乘客數量大幅增加，近年進入JR西日本各站上車人次排名前50位以內。
根據「兵庫縣統計書」，近年的1日平均上車人次如下表。 
| 年度   | 1日平均 上車人次 |
| ------ | ---------------- |
| 1995年 | 12,061           |
| 1996年 | 12,011           |
| 1997年 | 14,014           |
| 1998年 | 15,385           |
| 1999年 | 15,530           |
| 2000年 | 16,139           |
| 2001年 | 16,820           |
| 2002年 | 18,849           |
| 2003年 | 20,851           |
| 2004年 | 21,670           |
| 2005年 | 19,784           |
| 2006年 | 22,282           |
| 2007年 | 23,026           |
| 2008年 | 23,589           |
| 2009年 | 23,102           |
| 2010年 | 23,288           |
| 2011年 | 23,361           |
| 2012年 | 23,693           |
| 2013年 | 24,190           |
| 2014年 | 23,916           |
| 2015年 | 24,255           |
| 2016年 | 24,285           |
| 2017年 | 24,879           |
| 2018年 | 24,937           |

## 相鄰車站
西日本旅客鐵道（JR西日本）
 JR寶塚線（福知山線）
■丹波路快速、■快速
尼崎（JR-G49）－伊丹（JR-G52）－川西池田（JR-G54）
■普通
豬名寺（JR-G51）－伊丹（JR-G52）－北伊丹（JR-G53）

## 外部連結
- 伊丹｜車站資訊：JR出門網 - 西日本旅客鐵道